# Lekówiec
Lekówiec – wieś sołecka  w Polsce położona w województwie mazowieckim, w powiecie ciechanowskim, w gminie Regimin. Leży nad rzeką Łydynia.
We wsi Lekówiec znajduje się cmentarz ludzi zmarłych na epidemię cholery. Pamiątkowa tablica ufundowana przez mieszkańców wsi stoi w miejscu pochówku mieszkańców parafii Lekowo
W latach 1975–1998 miejscowość administracyjnie należała do województwa ciechanowskiego.